# Selección de baloncesto de Senegal
La selección de baloncesto de Senegal es el equipo formado por jugadores de nacionalidad senegalesa que representa a la Federación Senegalesa de Baloncesto en las competiciones internacionales organizadas por la Federación Internacional de Baloncesto (FIBA) o el Comité Olímpico Internacional (COI): los Juegos Olímpicos, la Copa Mundial de Baloncesto y el AfroBasket.
Ha sido cinco veces medallista de oro (en 1968, 1972, 1978, 1980 y 1997), seis veces medallista de plata y seis veces medallista de bronce en el Campeonato FIBA África. Senegal fue el primer equipo de África subsahariana en clasificarse para el Torneo de Baloncesto de los Juegos Olímpicos.
El equipo ha incluido varios jugadores que han competido en la NBA de Estados Unidos, incluido el excentro de los Charlotte Bobcats, DeSagana Diop, y el actual centro de los Minnesota Timberwolves, Gorgui Dieng, y está considerado, junto con los de Nigeria y Angola, un equipo africano de primer nivel.

## Historial

### Copa Mundial
Resultado General: 42.º puesto
| Copa Mundial de Baloncesto |
| --- |
| - 1950: No calificó - 1954: No calificó - 1959: No calificó - 1963: No calificó - 1967: No calificó - 1970: No calificó - 1974: No calificó - 1978: 14° Lugar - 1982: No calificó - 1986: No calificó - 1990: No calificó - 1994: No calificó - 1998: 15° Lugar - 2002: No calificó - 2006: 22° Lugar - 2010: No calificó - 2014: 16° Lugar - 2019: 30° Lugar - 2023: No calificó - 2027: TBD |

### Juegos Olímpicos
| Baloncesto en los Juegos Olímpicos |
| --- |
| - Berlín 1936: No calificó - Londres 1948: No calificó - Helsinki 1952: No calificó - Melbourne 1956: No calificó - Roma 1960: No calificó - Tokio 1964: No calificó - México 1968: 15° Lugar - Múnich 1972: 15° Lugar - Montreal 1976: No calificó - Moscú 1980: 11° Lugar - Los Ángeles 1984: No calificó - Seúl 1988: No calificó - Barcelona 1992: No calificó - Atlanta 1996: No calificó - Sídney 2000: No calificó - Atenas 2004: No calificó - Pekín 2008: No calificó - Londres 2012: No calificó - Río 2016: No calificó - Tokio 2020: No calificó - París 2024: No calificó |

### AfroBasket
| Afrobasket | Afrobasket       | Afrobasket | Afrobasket        | Afrobasket | Afrobasket        |
| ---------- | ---------------- | ---------- | ----------------- | ---------- | ----------------- |
| 1962:      | No calificó      | 1964:      | 5° Lugar          | 1965:      | 4° Lugar          |
| 1968:      | Medalla de oro   | 1970:      | Medalla de plata  | 1972:      | Medalla de oro    |
| 1974:      | Medalla de plata | 1975:      | Medalla de plata  | 1978:      | Medalla de oro    |
| 1980:      | Medalla de oro   | 1981:      | 5° Lugar          | 1983:      | Medalla de bronce |
| 1985:      | 4° Lugar         | 1987:      | 6° Lugar          | 1989:      | Medalla de bronce |
| 1992:      | Medalla de plata | 1993:      | Medalla de bronce | 1995:      | Medalla de plata  |
| 1997:      | Medalla de oro   | 1999:      | 7° Lugar          | 2001:      | 7° Lugar          |
| 2003:      | 4° Lugar         | 2005:      | Medalla de plata  | 2007:      | 9° Lugar          |
| 2009:      | 7° Lugar         | 2011:      | 5° Lugar          | 2013:      | Medalla de bronce |
| 2015:      | 4° Lugar         | 2017:      | Medalla de bronce |            |                   |

## Palmarés
- AfroBasket:
  -   Campeón (5): 1968, 1972, 1978, 1980, 1997
  -  Subcampeón (6): 1970, 1974, 1975, 1992, 1995, 2005
  -  Tercer lugar (6): 1983, 1989, 1993, 2013, 2017, 2021

- Juegos Panafricanos:
  -   Campeón (1): 1978
  -  Subcampeón (3): 1965, 1987, 2003
  -  Tercer lugar (1): 1991